# 누리호
누리호(-號, 영어: Nuri, KSLV-II, Korea Space Launch Vehicle-II 코리아 스페이스 런치 비이클-II[*])는 대한민국의 중형 발사체이다. 
2021년 6월 개발되어 그해 10월 21일 나로우주센터에서 첫 발사를 가졌으나 궤도 안착에는 실패하였고 이듬해 6월 21일 16시 2차 발사에는 성공하였다. 현재 3차 발사까지 진행되었으며, 마지막 발사는 2027년 6차 발사가 될 예정이다. 나로호(KSLV-I)의 5천억원 예산보다 4배인 2조원이 투입되었다.
개발 과정에서는 KSLV-II, 한국형발사체라는 이름으로 불리다가 공식 명칭이 누리호로 결정되었다. 1.3톤에 달하는 성능 검증 위성과 위성 모사체를 분리해 궤도에 안착시킴으로써, 누리호는 대한민국 최초의 저궤도 실용위성 발사용 로켓이자 외국의 기술 지원을 받지 않고 순수 국내 기술로 자체 개발에 성공한 한국형발사체(KSLV-II)가 되었다. 또한, 향후 차세대 발사체(KSLV-III)의 기술적 기반이 될 예정이다.

## 역사
대한민국에서 우주발사체를 국내 개발하겠다는 계획이 처음으로 정해진 것은 1996년 발표된 우주중장기기본계획에서이다. 다만 이것은 구체적인 계획 없이 장기적인 목표를 정하는 선언적인 성격이었고, 실질적으로 구체화된 것은 2000년 발표된 우주개발중장기기본계획 수정(안)에서였다. 이 계획에 따르면 위성 발사체 개발 계획은 크게 3단계로 구분되었다.
1. 2005년까지 100kg급 저궤도 소형위성 발사체 개발
2. 2010년까지 1t급 저궤도 실용위성 발사체 개발
3. 2015년까지 1.5t급 저궤도 실용위성 발사체 개발

하지만 첫 번째 소형위성 발사체의 개발 계획이 변경되고 지연되면서 2005년 우주개발중장기기본계획에서 기존의 2005년, 2010년, 2015년 3번에 걸쳐 발사체를 개발하려는 계획을 바꾸게 되었다. 기존의 계획 대신 2007년과 2015년 두번에 걸쳐 발사체를 개발하기로 변경하고, 본래 2010년에 발사할 예정이었던 1톤급 저궤도 실용위성 발사체 계획은 파기되었다.
2006년 '실용위성 발사체(KSLV-Ⅱ) 개발 사업을 위한 조사분석 연구(KAIST, 박승오)'에서는 총 8개의 발사체 구성안을 검토하여 해외협력안을 우선으로 채택하되 어려울 경우 자력협력안(VK2)을 채택하기로 결론지었다. 그러나 2007년 5월에서 7월까지 세 차례 걸쳐 개최된 '발사체 기술자립을 위한 전문가 검토회의'에서 발사체 자력개발안을 확립함에 따라 30톤급의 액체엔진은 EM 수준에 개발을 종료하고, 80톤급의 액체엔진을 개발하여 1.5톤급의 실용위성 발사체를 개발하는 방안이 채택되었다. 이에 따라 2008년과 2009년 한국과학기술기획평가원에서 한국형발사체 개발사업에 대해 예비타당성조사를 실시하였으며, 크게 나로호의 RD-151 엔진을 1단에 사용하는 R1 ~ R3 안과 55~75톤급 엔진을 독자개발하여 사용하는 K1 ~ K7 안을 비교 조사하였다. 구체적인 각 안은 다음과 같다.
| 구분                | ID | 부스터 | 1단                   | 2단                         | 3단                       | 비고                                        | 채택   |
| ------------------- | -- | ------ | --------------------- | --------------------------- | ------------------------- | ------------------------------------------- | ------ |
| RD-151 엔진 기반    | R1 | -      | RD-151 스테이지 도입  | 30톤+3톤 스테이지 도입      | -                         | 흐루니체프 제안                             | 아니오 |
| RD-151 엔진 기반    | R2 | -      | RD-151 스테이지 도입  | 25톤                        | 7.5톤 (KM)                | EADS-ST 제안                                | 아니오 |
| RD-151 엔진 기반    | R3 | -      | RD-151 엔진 기술 도입 | 25톤                        | 7.5톤 (KM)                | 1단 엔진만 해외 도입                        | 아니오 |
| 55~75톤급 엔진 기반 | K1 | 55톤×4 | 55톤×4                | 25톤                        | 7.5톤 (KM)                | EADS-ST 제안                                | 아니오 |
| 55~75톤급 엔진 기반 | K2 | -      | 75톤×4                | 75톤                        | 5톤 (가압식)              | -                                           | 예     |
| 55~75톤급 엔진 기반 | K3 | -      | 75톤×4                | 75톤                        | RD-8 (8톤) 엔진 기술 도입 | RD-8 엔진 기술도입 후 자력 생산 또는 도입   | 아니오 |
| 55~75톤급 엔진 기반 | K4 | -      | 75톤×40000            | HM7B (6.4톤) 스테이지 도입  | -                         | 2단 스테이지 해외도입                       | 아니오 |
| 55~75톤급 엔진 기반 | K5 | -      | 75톤×5000             | RD-8 (8톤) 엔진 기술 도입   | -                         | RD-8 엔진 기술도입 후 자력 생산 또는 도입   | 아니오 |
| 55~75톤급 엔진 기반 | K6 | -      | 75톤×400              | RD-809 (9톤) 엔진 기술 도입 | -                         | RD-809 엔진 기술도입 후 자력 생산 또는 도입 | 아니오 |
| 55~75톤급 엔진 기반 | K7 | 61톤×4 | 61톤×2                | 5톤 (가압식)                | -                         | -                                           | 아니오 |

이 중 R1 ~ R3 안은 독자적인 자력개발 목표와 상충되어 제외되었고, 나머지 안에 대한 적절성을 평가한 끝에 K2안을 최종 채택하였다. 그 뒤 시스템 설계를 거치며 설계가 약간 변경되어 현재의 설계안으로 확정되었다. 시스템 설계는 2012년 6월에 완료되었으며 2014년 12월 예비설계검토(PDR)를 거쳐 예비설계를 확정지었다.
2013년 11월 제6회 국가우주위원회를 통과한 「한국형발사체 개발계획 수정(안)」에 의하면 한국형발사체 개발사업은 1단계(2010년 3월 ~ 2015년 7월)에는 발사체 예비설계 및 액체엔진 시험설비 구축을 완료하고, 2단계(2015년 8월 ~ 2018년 3월)에는 발사체 상세설계와 75톤급 엔진의 개발, 인증 및 시험발사체 발사를 수행하고자 한다. 이후 3단계(2018년 4월 ~ 2021년 3월)에서는 75톤급 엔진 4기를 클러스터링하는 기술을 완성하여 각 단별 시스템 기술 개발을 완료하고 발사체 인증 및 2회 발사를 통해 성공여부를 확인하는 것이 목표이다. 2020년 12월 개최된 제18회 국가우주위원회 개최결과에 따르면, 2단계 사업은 2019년 2월, 3단계 사업은 2022년 3월로 각 단계 사업 종료 시점이 연장되었다. 이는 2018년 11월 누리호 시험발사체의 발사 및 2021년 10월과 2022년 5월에 총 2회의 시험위성을 발사하는 계획이 반영된 것이다. 본 발사 성공시 향후 실용위성을 발사할 예정이다. 이를 위해 한국항공우주연구원이 러시아와 함께 만든 나로호와 달리 산학연이 모두 참여하는 개방형 사업단이 주도할 예정이다. 특히 사업 초기부터 시험 시설 구축과 부품 개발 등에 기업의 주도적 참여를 유도한다는 계획을 가지고 있다.
2021년 3월에는 KRE-075 (75톤급 엔진) 4기를 클러스터링한 누리호 QM 1단의 종합연소시험이 성공적으로 완수되었다.

## 설계
한국형발사체는 98.2도의 궤도경사각을 가진 700 km 태양동기궤도에 1,500 kg의 화물을, 80도의 궤도경사각을 가진 300 km 지구저궤도에 2,600 kg의 화물을 올릴 수 있도록 설계되었다. 페어링 내부에는 직경 2.7 m, 길이 4 m 크기의 위성을 탑재할 수 있는 공간이 있다. 이는 2011년부터 2020년까지 위성 발사 수요의 57%가 저궤도 위성이며 그 중 80%가 1.5톤 이하라는 점에서 충분한 성능을 가지고 있음을 알 수 있다.
한국형발사체는 총 3단으로 구성되며, 사용되는 엔진은 75톤급 로켓엔진과 7톤급 로켓엔진이다. 1단에는 75톤급 엔진 4기를 클러스터링하여 구성하고 2단에는 75톤급 엔진 1기를, 3단에는 7톤급 엔진 1기를 사용한다. 1단과 2단에 사용되는 엔진은 기본적으로 동일하지만, 2단은 고도 55 km 이상에서 점화되기 때문에 비추력을 높이기 위해 팽창비가 12에서 35로 증가하고 따라서 진공 비추력 역시 298.1초에서 315.4초로 증가한다. 7톤급 엔진은 94.5의 팽창비를 가지며 진공 비추력은 325.1초이다.
궤도 투입 방식으로는 각 단이 연속으로 점화하여 직접 고도 700 km 궤도에 이르는 직접투입 방식을 사용한다. 이는 3단 엔진의 재점화 기능을 추가하는데 필요한 기술적 난이도와 복잡성 증가를 피하기 위한 것으로, 대신 3단 엔진을 1차 점화하여 근지점 고도 200 ~ 300 km, 원지점 고도 700 km의 타원궤도를 형성한 뒤 원지점에서 2차 점화를 하여 원궤도를 형성하는 호만 전이 방식에 비해 약 500 kg의 탑재 중량을 잃는 것으로 추정된다. 즉, 한국형 발사체는 재점화 3단일 경우 3.1톤의 화물을 지구저궤도에 올릴 수 있다.

### 엔진 개발

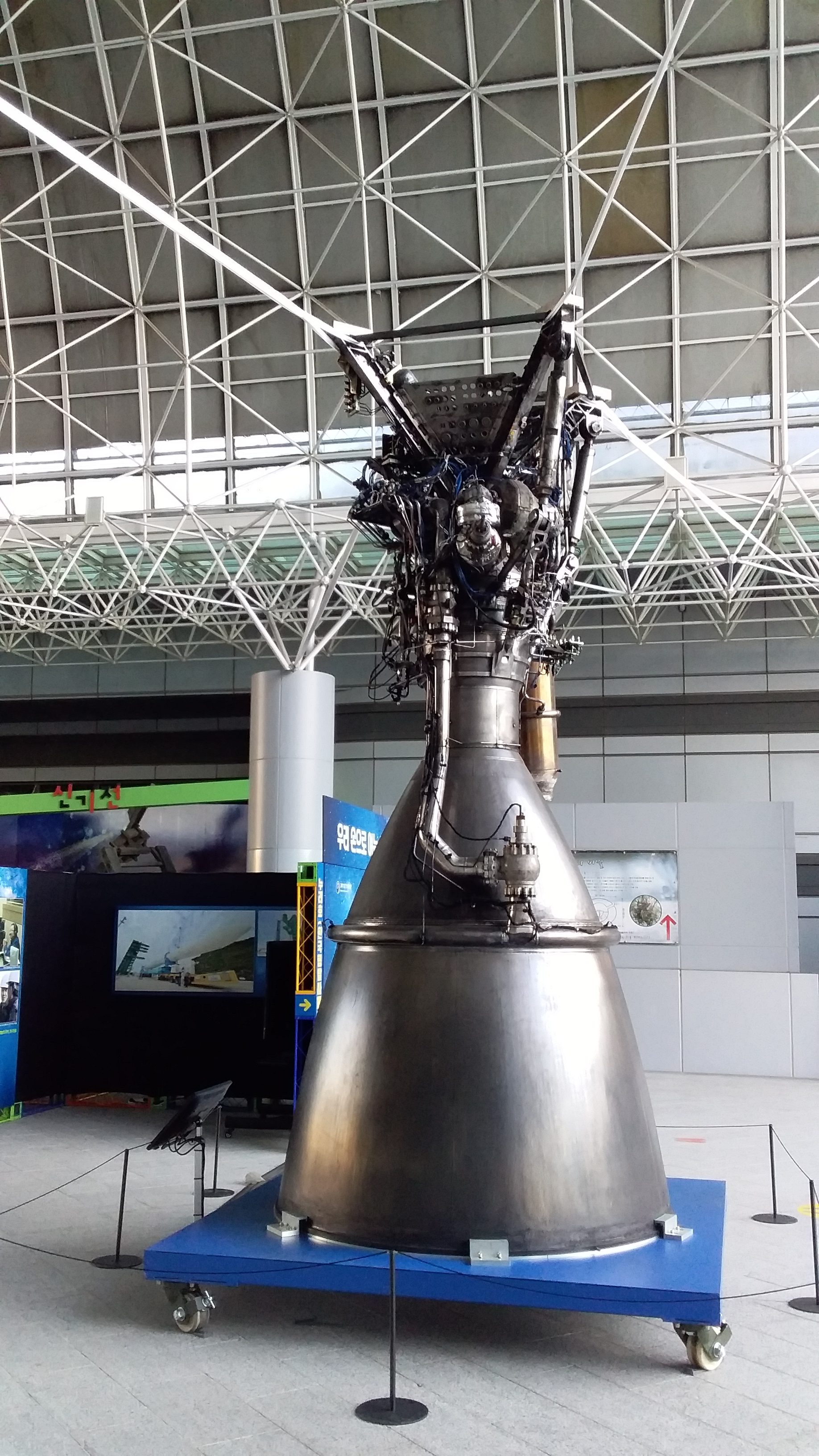
국립중앙과학관에 전시된 누리호의 75t급 엔진

2014년 3월, 최초로 7톤급 연소기의 연소시험에 성공하였으며, 2015년 7월 7톤급 엔진의 총조립 및 초기점화시험이 시작되었다. 또한 3단 엔진 연소시험 설비, 연소기 연소시험 설비 등을 추가로 구축하면서 1단계 사업을 마무리지었으나 75톤 연소기의 연소불안정 문제가 숙제로 남았다.
2016년 1월 8일, 2단계 사업 진행으로 핵심 1단 및 2단 추진체인 75톤급 액체 엔진의 연소시험으로 연소기 연소 불안정 현상 및 액체엔진 연료 탱크 용접기술에 대한 어려움을 극복해나가며 7톤급 엔진 또한 100초간 연소시험을 성공하였다. 5월 3일, 전남 고흥 나로우주센터에서, 1·2단으로 사용될 엔진인 KARI 75톤급 로켓엔진에 대한 1.5초의 짧은 첫 순간불꽃 연소시험을 시작으로, 6월 8일 75초간 연소 성공에 이어, 7월 20일 오후 1시 39분께 최종 목표연소시간인 145초간 연소시험에(147초간 달성) 성공했으며 그동안 진행된 연소시험에서 연소 안전성 및 연소 추력 등 모든 측정값이 오차 범위 내에서 정상 작동됐다. 한국형발사체의 실제 발사 시 1단 엔진은 127초, 2단 엔진은 143초간 연소되어야 한다.
2016년 10월부터는 75톤급 액체 엔진 2호기 연소시험에 들어가며 총 17기의 시험모델을 제작해 200여 차례에 걸쳐 지상 및 고공연소 시험을 추진하였다.

## 개발 비용
한국형발사체의 개발에는 총 2천억 원의 예산이 투입될 전망이었다. 발사 전, 김승조 항공우주연구원장은 차후 세계 발사체 시장에서 경쟁하기 위해서는 발사 비용으로 2천억 원이 적당하다고 하며, 따라서 한국형발사체의 양산가를 2천억 원 수준으로 맞춰야 한다고 주장하였다.
실제로 정부가 누리호 개발에 투입한 돈은 1조 9,600억원이다.

## 발사 역사
| 순차 | 발사일시(KST)          | 발사장       | 위성 및 탑재체                               | 결과     | 비고 |
| ---- | ---------------------- | ------------ | -------------------------------------------- | -------- | --- |
| 1    | 2021년 10월 21일 17:00 | 나로우주센터 | 위성모사체 1.5톤                             | 실패     | 3단엔진 연소 조기종료로 위성모사체 궤도진입 실패 대기권 추락 이후 이상현상에 대한 조사에서 헬륨 탱크 고정장치 설계시 비행중 부력 증가율을 계산하는 프로그램을 보다 정밀하게 수행하지 못한 것으로 원인을 밝혔다고 2021년 12월 29일 누리호 발사조사위원회가 공개했다. |
| 2    | 2022년 6월 21일 16:00  | 나로우주센터 | 위성모사체, 성능검증위성                     | 성공     | 발사 16분 후 성능검증 소형위성 분리 성공 후 40분 뒤 남극 세종과학기지에서 교신 성공이 되고 17시 10분 브리핑에서 발사 성공을 발표했다. |
| 3    | 2023년 5월 25일 18:24  | 나로우주센터 | 차세대소형위성 2호, 도요샛 4기, 민간위성 3기 | 성공     | 총 8기의 위성이 실린다. 차세대 소형 위성 2호는 KAIST 인공위성연구소가 개발했고, 큐브위성 개발에는 한국천문연구원과 민간 기업인 루미르·져스텍·카이로스페이스가 참여                                                                                                  |
| 4    | 2025년 11월(예정)      | 나로우주센터 | 차세대중형위성 3호 초소형위성 1호            | 발사예정 | 차세대중형위성 3호, 초소형위성 1호 |

첫 시험발사는 2021년 10월 21일, 예정보다 1시간 늦어진 17시에 이루어져, 17시 15분 경 탑재하고 있던 위성모사체를 분리하였다. 발사체는 성공적으로 고도 700km에 진입했으나 3단 엔진이 계획보다 46초 일찍 연소를 마쳐 위성모사체를 궤도에 올려놓는 데에는 실패했다.
2차 시험발사는 2022년 6월 21일 16시에 시작되어 700km 고도의 목표 궤도에 진입 후 성능검증위성을 성공적으로 분리 및 안착시켰다. 1300kg의 위성모사체와 180kg의 성능검증위성을 포함한 1500kg의 페이로드를 태양동기궤도에 올려놓음으로써 1톤 이상의 위성을 발사할 수 있는 7번째 국가가 되었다.
2차 시험발사 이후, 누리호는 예상보다 높은 성능을 보여 200km 지구 저궤도 성능이 3,300kg으로, 700km 태양동기궤도 성능이 1,500 kg에서 1,900 kg으로 늘어났다.

### 시험 발사
2018년 11월 28일 오후 4시 정각 나로 우주 센터에서 누리호 시험발사체를 성공적으로 발사했다. 누리호는 KRE-075 엔진 4개를 1단, KRE-075 엔진 1개를 2단, KRE-007 엔진 1개를 3단으로 사용하는데, 누리호 시험발사체는 KRE-075 엔진 1기를 장착한 1단형 발사체이다.
KRE-075 로켓 엔진의 성능을 확인하기 위한 것이라고 보도되었지만, 로켓 엔진 시험은 연소시험만 하는 게 보통이다. 한국항공우주연구원(KARI)의 미래 계획을 보면, 누리호 시험발사체를 소형 위성 발사에 사용하겠다고 한다. 시험발사체는 2018년 11월 25일에 발사되어 210 km 상공까지 올라간 후 제주도 해상으로 떨어졌다.

### 1차 발사

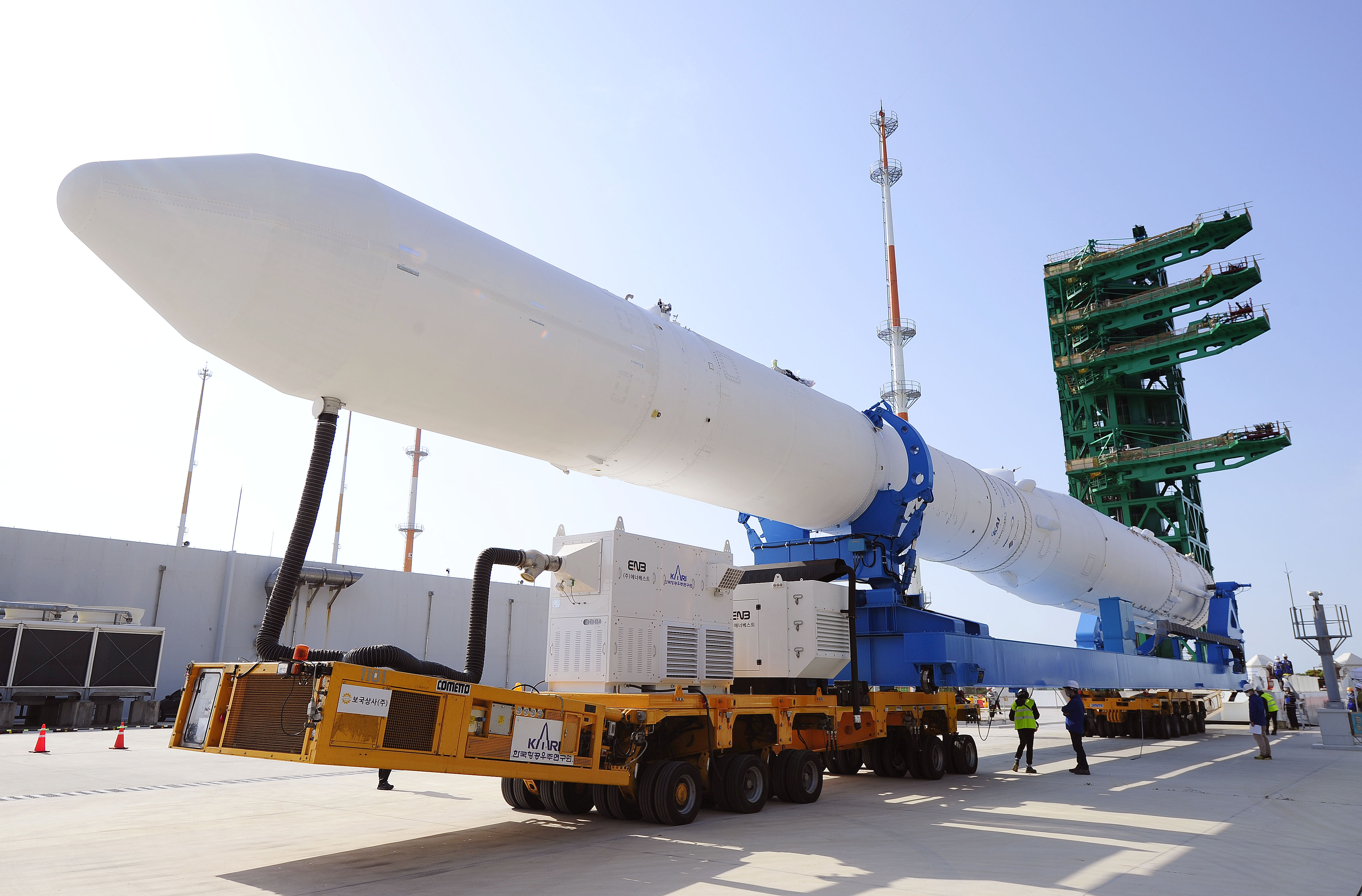
나로우주센터에서 발사를 준비하기 위해 무진동 차량에 실려 안전하게 운반되고 있는 누리호

1차 발사일은 2021년 10월 21일 목요일로 확정되었다. 4시로 예정되었지만, 고층풍과 시설점검으로 인해 다시 1시간 연기되어 1차 발사일은 오후 5시로 확정됐다.
발사체의 발사는 성공적으로 이루어졌지만 위성 모사체의 궤도 진입은 실패하여 최종적인 결과로는 목표 달성에 실패한 절반의 성공으로 판정되었다. 궤도 안착에 실패한 위성 모사체는 분리된 후 45분 후 추락해 호주 남단 공해상 400km 지점에 떨어졌다. 3단 엔진 조기 종료가 그 원인이였다. 비행가속도 증가로 인해 3단 산화제 탱크 안의 액체 산소 부력이 상승, 산화제 탱크 안 헬륨 탱크의 고정장치가 풀리며 배관을 변형시켜 헬륨이 누설되고, 산화제 탱크의 균열을 발생시켜 산화제가 누설되었다. 이로 인해 3단 엔진으로 유입되는 산화제 양이 감소해 3단 엔진이 46초 조기 종료되었다. 목표 궤도 700km에는 도달했지만 초속 7.5km 속도는 도달하지 못했다.

### 2차 발사
2차 발사일은 2022년 6월 21일로, 당초 6월 15일에서 기상 악화로 하루 연기되었다가 센서 이상을 수정하기 위해 추가 연기가 된 것이다.누리호 개발 사업의 마지막 단계이자 마지막 시험발사이다. 1차 발사와는 달리 1.3톤의 위성모사체와 함께 0.2톤의 큐브위성 4기를 포함한 성능검증위성을 탑재했다. 이때부터 실제 위성을 싣고 쏘게 되며, 6월 21일 성공적으로 발사하였음으로 3차 발사부터는 실용위성을 발사하게 된다.
2차발사를 통해 누리호의 탑재체 중량이 0.4톤(1.5→1.9톤) 가량 증가할 수 있음이 확인되었다.
- 3.3 t (300km LEO), 원래는 2.6 t
- 2.2 t (500km SSO)
- 1.9 t (600~800km SSO), 원래는 1.5 t

고도 300 km 지구저궤도에 3.3톤의 화물을 올릴 수 있다는 것은, 2인승 유인우주선 제미니 3호(3.237톤)를 발사할 수 있다는 의미이다.

### 3차 발사
3차 발사일은 2023년 5월 10일로, 한 차례 연기된 5월 24일 발사 예정이었으나, 발사 2시간 반 전 발사 제어 컴퓨터와 발사 설비 컴퓨터 간 통신 장애가 발생하여 발사가 추가 연기되었다.시간은 오후 6시 24분으로 동일하다 큐브위성 8기를 탑재했다. 5월 25일 성공적으로 발사하였다. 발사체의 발사는 성공적이다, 큐브위성 7기와 차세대 소형위성을 탑재했다. 6월 21일 성공적으로 발사하였다. "차세대 소형위성 2호의 경우 남극 세종기지에서 위성 신호를 수신했음을 확인했다 "주탑재 위성인 차세대 소형위성 2호와 큐브위성 6기는 정상 분리된 것을 확인했으나 도요샛 4기 중 1기의 경우 사출 실패하였으며 앞서 누리호는 이날 오후 6시24분 전남 고흥 나로우주센터에서 전날의 기술적 결함을 극복하고 예정대로 발사됐고, 발사 125초(2분5초) 뒤 1단을 분리했다. 또 2분여 뒤에는 2단을 성공적으로 분리했다. 이후로도 누리호는 정상 비행을 이어갔고, 오후 6시37분께 목표 고도인 550㎞에 도달했다. 목표 고도에 도달한 누리호는 먼저 차세대 소형위성 2호 분리에 성공했다. 이후 20초 간격으로 도요샛 4기 중 3호기를 제외한 3기를  떼어내는 데 성공했다. 발사 923초(15분23초)가 지난 오후 6시39분께 위성 분리가 모두 종료되었다. 차세대 소형위성 2호는 가장 먼저 발사 40여 분만인 25일 오후 7시 7분경 남극 세종기지 지상국에서 신호가 확인됐다.

### 4차 발사
2025년 11월 발사가 예정되어 있다.

## 차세대 발사체
누리호 다음으로 개발될 로켓은 차세대 발사체(KSLV-3)라고 부른다.

## 같이 보기
- 나로호
- 누리호 개량 사업
- KARI 75톤급 로켓엔진
- 대한민국의 로켓 개발
- 안가라 (로켓)
- 안타레스 (로켓)
- 치클론 로켓

## 참고 문헌
- 관계부처 합동 (2013년 11월). “우주개발 중장기 계획” (PDF). 2014년 1월 27일에 확인함.[깨진 링크(과거 내용 찾기)]
- 노웅래, 조상범, 선병찬, 최규성, 정동원, 박창수, 오준석, 박태학 (2012년 11월). “나로호 후속 한국형발사체 임무 및 시스템 설계 현황”. 《한국항공우주학회 추계학술대회》: 233-239.
- 미래창조과학부 (2013년 11월 27일). “정부, 우주강국 도약을 위한 발판 마련” (HWP). 2014년 1월 27일에 확인함.[깨진 링크(과거 내용 찾기)]
- 한국과학기술기획평가원 (2008년 9월). “『한국형발사체(KSLV-Ⅱ)개발사업』예비타당성조사 보고서”. 2014년 5월 2일에 원본 문서 (PDF)에서 보존된 문서. 2014년 4월 30일에 확인함.
- 한국과학기술기획평가원 (2009년 11월). “2009년도 예비타당성조사 보고서: 한국형발사체(KSLV-II)개발사업”. 2014년 5월 2일에 원본 문서 (PDF)에서 보존된 문서. 2014년 4월 30일에 확인함.
- 한국형발사체개발사업단. “한국형발사체 개발일정”. 2014년 2월 1일에 원본 문서에서 보존된 문서. 2014년 1월 27일에 확인함.